# 利特基 (基輔州)
50°42′10″N 30°44′46″E / 50.70278°N 30.74611°E
利特基（羅馬化：Litky）是位於烏克蘭北部基辅州布羅瓦里區扎濟姆亞市鎮的村莊。該村始建於1128年，面積6.5平方公里，2001年人口2,499，人口密度每平方公里384.46人。